# Breno Vinicius Borges
Breno Vinicius Rodrigues Borges vagy egyszerűen csak Breno (Cruzeiro, 1989. október 13. –) brazil középhátvéd.

## Pályafutása
Breno volt a brazil U23-as válogatott csapatkapitánya. Miután a Sao Paulo csapatának az első csapatához került, 2007 júliusában aláírta az új, 4 éves szerződését a São Paulóval.
2007 decemberében hivatalosan is aláírt a Bayern Münchennel, a kivásárlási ára 18 millió $ volt, 4 és fél éves megállapodást kötött a németekkel. A Bayern Münchenen kívül a Real Madrid és az AC Milan is érdeklődött a brazil tehetség iránt.
Brenot a Bayern München egyik korábbi játékosa, Giovane Élber ajánlotta be a klubnak.
2008 nyara jelenheti számára az áttörést. A brazil válogatott színeiben olimpiai bronzérmet nyert a Pekingi Játékokon, visszatérve Münchenbe, minden eddiginél nagyobb elszántsággal vetette bele magát a munkába. Környezete is érzékelte ezt. 2008 őszén már ő is potenciális jelölt a csapatba kerülést illetően. A Bayern hannoveri bajnokiján először léphetett pályára kezdőként a Bundesligában, rá három nappal a Bajnokok Ligájában is kezdőként mutatkozhatott be az Olympique Lyon elleni mérkőzésen.

## Börtönbüntetése
Miután 2011-ben ittas állapotban felgyújtotta az általa kibértelt müncheni családi házat, öt év börtönbüntetést kapott.